# Templo Nat Hlaung Kyaung

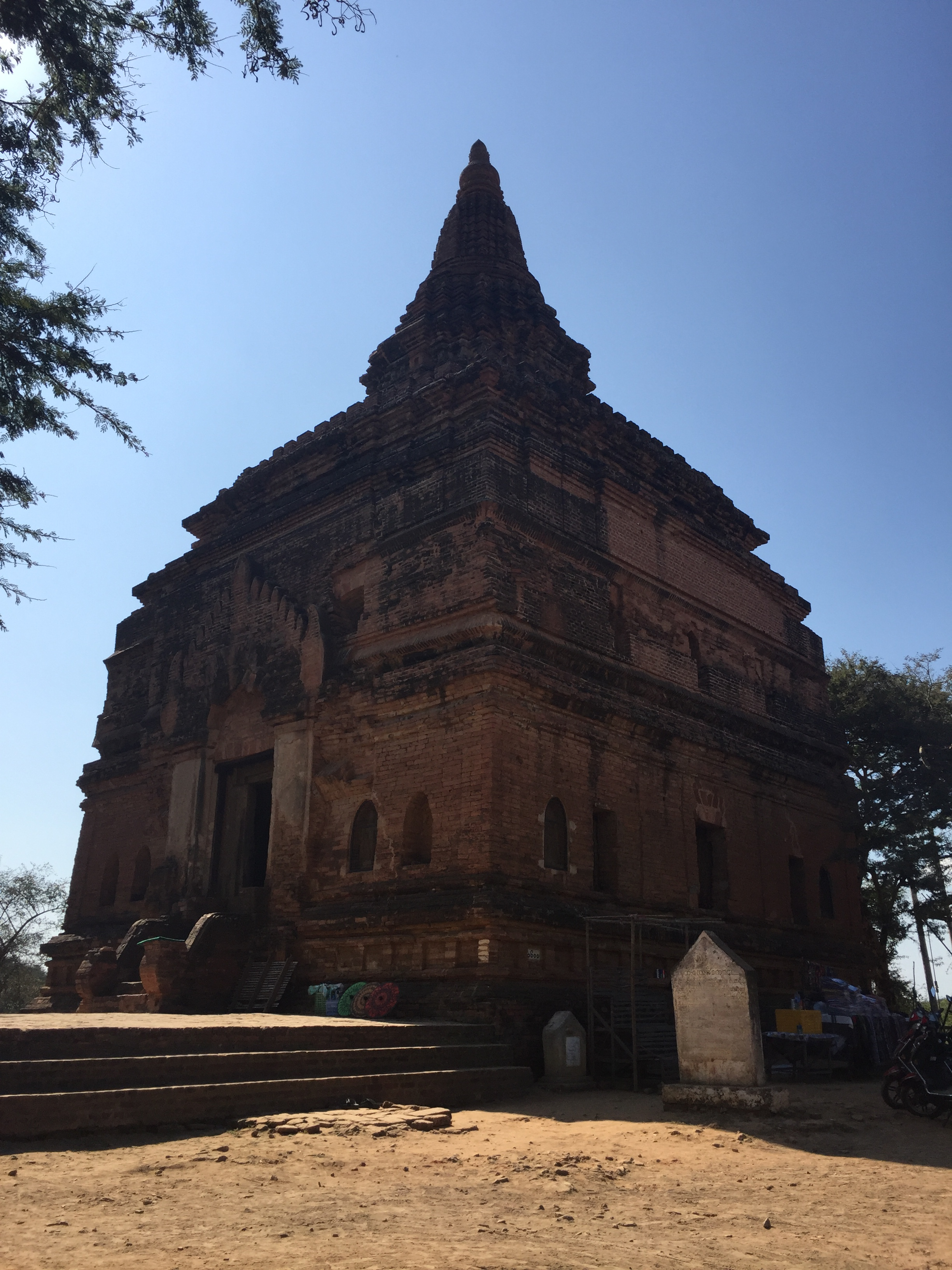
Vista exterior do templo na periferia da cidade

O Nat Hlaung Kyaung (santuário que protege os espíritos) é um templo hindu feito de tijolo dedicado a Vishnu, localizado em Bagan, Myanmar. É a oeste de Thatbyinnyu, outro templo importante, e é o último templo hindu restante em Bagan. É um dos mais antigos templos da cidade, construído no século XI, durante o reinado do rei Anawratha, embora alguns historiadores datem sua construção para uma época anterior durante o reinado de Nyaung-u Sawrahan, no século XX. Sua construção foi originalmente planejada para os índios birmaneses indianos da época, bem como para comerciantes e brâmanes a serviço do rei. Outra versão sugere que foi orientada para o culto budista, dizendo que o templo teria sido construído para guardar os nat (espíritos) de outros templos. Originalmente também serviu de galeria de esculturas.
Embora hoje haja muito mais indianos em Mianmar, o templo é uma degradação do que era, faltando várias das estruturas originais. Da arquitetura original, apenas os telhados e o salão principal sobreviveram. A mandapa superior era um presente de um santo Malabar do século XIII e é a única na cidade. Seu pilar central tinha quatro figuras de Visnú em tijolo, que algumas hoje são restauradas. Das 10 estátuas dos avatares de Vishnu que adornam as paredes externas, apenas sete permanecem. A grande figura de Vishnu que estava em pé sobre um garuda (mítico pássaro do hinduísmo) foi saqueada e hoje é exibida no museu Dahlem, em Berlim. Devido a terremotos, o templo permaneceu fechado por vários anos para ser parcialmente restaurado em 1976. O templo, de pequena estatura, é construído sobre uma base quadrada com terraços ascendentes. Especula-se que foi o trabalho dos índios trazidos para Bagan, embora nem todos concordem com isso. Seu estilo particular inspirou construções posteriores da cidade.